# Алленвуд (Нью-Джерсі)
Алленвуд (англ. Allenwood) — переписна місцевість (CDP) в США, в окрузі Монмаут штату Нью-Джерсі. Населення — 954 особи (2020).

## Географія
Алленвуд розташований за координатами 40°8′7″ пн. ш. 74°5′53″ зх. д. / 40.13528° пн. ш. 74.09806° зх. д. (40.135366, -74.098050).  За даними Бюро перепису населення США в 2010 році переписна місцевість мала площу 4,78 км², з яких 4,49 км² — суходіл та 0,30 км² — водойми.

## Демографія
Згідно з переписом 2010 року, у переписній місцевості мешкало 925 осіб у 309 домогосподарствах у складі 259 родин. Густота населення становила 193 особи/км².  Було 318 помешкань (66/км²).
Расовий склад населення:
| - 97,7 % — білих - 0,9 % — азіатів - 0,1 % — чорних або афроамериканців |

До двох чи більше рас належало 0,9 %. Частка іспаномовних становила 2,8 % від усіх жителів.
За віковим діапазоном населення розподілялося таким чином: 26,2 % — особи молодші 18 років, 61,8 % — особи у віці 18—64 років, 12,0 % — особи у віці 65 років та старші. Медіана віку мешканця становила 44,3 року. На 100 осіб жіночої статі у переписній місцевості припадало 102,4 чоловіків;  на 100 жінок у віці від 18 років та старших — 96,8 чоловіків також старших 18 років.
Середній дохід на одне домашнє господарство  становив 130 910 доларів США (медіана — 94 750), а середній дохід на одну сім'ю — 137 862 долари (медіана — 121 553). 
Цивільне працевлаштоване населення становило 450 осіб. Основні галузі зайнятості: освіта, охорона здоров'я та соціальна допомога — 35,3 %, мистецтво, розваги та відпочинок — 13,3 %, науковці, спеціалісти, менеджери — 11,8 %.